# Свила Шкаре
„Свила Шкаре” је југословенски и хрватски ТВ филм из 1987. године. Режирао га је Едуард Галић који је заједно са Иреном Вркљан написао и сценарио 

## Улоге
| Глумац               | Улога            |
| -------------------- | ---------------- |
| Алма Прица           | Мала             |
| Божидар Алић         | Вицко            |
| Божидар Бобан        | Миљенко Станчић  |
| Миљенко Брлечић      | Пјесник / Љубиша |
| Дарко Чурдо          | Пјесник          |
| Драган Деспот        | Бранко Миљковић  |
| Влатко Дулић         | Отац             |
| Ксенија Маринковић   | Сана             |
| Марина Немет         | Сестра           |
| Матко Рагуз          | Игор             |
| Ања Шоваговић Деспот | Сестра           |